# Alfabetisme
Alfabetisme is de vaardigheid in lezen, spellen en schrijven. In het Nederlands wordt onderscheid gemaakt tussen alfabeten en geletterden. Het huidige begrip geletterdheid gaat verder dan het in het verleden gebruikte verschil tussen alfabetisme en analfabetisme: bij alfabetisme is het voldoende de eigen naam te kunnen schrijven, bij geletterdheid wordt ook gekeken naar onder meer het begripsniveau en abstractievermogen.

## Niveaus van geletterdheid
Er wordt onderscheid gemaakt tussen verschillende vormen van taalvaardigheid in een poging om duiding te geven aan iemands taalniveau en het uitgangspunt voor de leerweg die iemand voor zich heeft:
- Niet-gealfabetiseerden: mensen die geen verband kunnen leggen tussen de karakters op papier en de klanken waar ze voor staan.
- Zwak-gealfabetiseerden: mensen die een beetje kunnen lezen, bijvoorbeeld letters herkennen, of hun naam kunnen schrijven
- Anders-gealfabetiseerden: mensen die wel kunnen lezen, maar in een ander schrift. Bijvoorbeeld het Chinees, Cyrillisch, Arabisch of Thais.

Dit niveau is van belang bij het bepalen van het lesniveau en de aangeboden leermiddelen, onder andere bij de Nederlandse inburgering en bij het leren van Nederlands als tweede taal. Anders-gealfabetiseerden hebben in hun eerdere thuisland al een opleiding doorlopen zoals basis, secundair en soms ook vervolgonderwijs. Zwak- of niet-gealfabetiseerden kunnen zowel Nederlands als een andere taal als moedertaal hebben.